# Leckner Ach
Leckner Ach är ett vattendrag i Österrike. Det ligger i förbundslandet Vorarlberg, i den västra delen av landet, 500 km väster om huvudstaden Wien.
I omgivningarna runt Leckner Ach växer i huvudsak blandskog. Runt Leckner Ach är det ganska tätbefolkat, med 144 invånare per kvadratkilometer.